# Vol des d'Ashiya
Vol des d'Ashiya (títol original: Flight from Ashiya, també coneguda com Ashiya Kara no hiko) és una pel·lícula de 1964 sobre el servei de rescat aeri de la Força Aèria dels EUA, que vola des de la base aèria d'Ashiya, al Japó. Aquesta pel·lícula de coproducció estatunidenca i japonesa està dirigida per Michael Anderson i protagonitzada per Yul Brynner, Richard Widmark i George Chakiris. La pel·lícula es basava en la novel·la de 1956 Rescue! d'Elliott Arnold (reimpresa com Flight from Ashiya el 1959). Va ser estrenada al Japó com Ashiya Kara no hiko. Està doblada al català.

## Argument
Una tripulació de vol intenta salvar els supervivents d'un naufragi a la costa del Japó durant un tifó.

## Repartiment
- Yul Brynner com sergent Mike Takashima
- Richard Widmark com tinent coronel Glenn Stevenson
- George Chakiris com tinent John Gregg
- Suzy Parker com Lucille Caroll
- Shirley Knight com Caroline Gordon / Stevenson
- Danièle Gaubert com Leila

## Producció
La fotografia principal de Vol des d'Ashiya va començar el 27 d'agost de 1962, amb un programa de rodatge de 12 setmanes. La majoria de les seqüències van tenir lloc al Japó amb els exteriors de la base aèria filmats a la Base Aèria de Tachikawa, seu del 39è Esquadró de Rescat Aeri de la USAF. Es van subministrar a la producció dos dels hidroavións amfibis Grumman HU-16 Albatross de dos motors radials de l'esquadró. [N 2]

## Recepció
El crític cinematogràfic Howard Thompson, escrivint a The New York Times, va ser mordaç en la seva ressenya sobre Vol des d'Ashiya : "De tant en tant, és divertit veure com de dolenta pot ser una pel·lícula. Qualsevol persona interessada hauria d'agafar 'Vol des d'Ashiya', que va obrir ahir al Palace i altres cinemes".
L'historiador del cinema d'aviació Stephen Pendo, a Aviation in the Cinema (1985) va tenir una reacció similar; Vol des d'Ashiya va ser "avorrida" i arruïnada per "massa flashbacks".